# Сала (архитектура)
Сала (на тайски: ศาลา) е открит павилион, който се използва както в даден ват (будистки храмов комплекс в Тайланд), така и извън него, като място за почивка и място за срещи.
Една сала обикновено има правоъгълна основа и често е отворена от всички страни, в най-добрия случай едната от страните съвпада с Кам Kайн Кео („скъпоценна стена“ в будистки тайландски храм). Те обикновено обслужват светски нужди и се строят по пътища и реки:  в спровинцията, ъътуващимхора огат да ги използват напр. като подслон за през нощта. В този случай те се наричат Sala Asai. Ако храмът е край khlong (канал), пристаните за лодки често имат покрив. Пътуващите могат да чакат лодката в Sala Nam (= „воден павилион“).
Някои храмове имат голяма, отворена зала, където миряните могат да слушат проповеди или да посещават ежедневните си религиозни уроци. Тя се нарича Sala Kan Parian, буквално: „Зала за проповеди“.
- Сала Нам в храма „Ват Бенчамабофит“ в Банкок, Тайланд
- Великата Сала Кан Париан във Ват Суан Док, Чианг Май, Тайланд
- Една Sala Rim Thanon (крайпътна беседка/павилион)